# Dysauxes pseudopunctata
Dysauxes pseudopunctata là một loài bướm đêm thuộc phân họ Arctiinae, họ Erebidae.